# Giovanbattista Marotti
Giovanbattista Marotti (Montignano, 17 aprile 1834 – Roma, 31 marzo 1908) è stato un ingegnere e architetto italiano.

## Biografia

### Gli inizi e le opere ferroviarie
Figlio di Luigi, un piccolo proprietario terriero di condizione benestante, si trasferisce presto con la famiglia a Montemarciano, dove il padre viene eletto consigliere comunale. Nel 1855 consegue la laurea in ingegneria all'Università di Bologna. Tornato a Montemarciano inizia l'attività professionale come praticante presso gli studi di alcuni ingegneri della città (E. Ferrari, A. Daretti), e nell'ufficio tecnico del comune.
Nel 1857, aperto nel frattempo un proprio studio, il Marotti riceve il primo incarico importante: su incarico della Società delle Strade Ferrate Romane collabora con l'ing. Paul Nievers al progetto della galleria di Pesaro sulla ferrovia Bologna-Ancona, accordata dal governo pontificio al Marchese di Casa Valdes. Alcuni studi sulla stessa linea, che danno corso ad alcune varianti funzionali, gli valgono l'incarico, conferito nel 1862, di progettare la tratta Ancona-San Benedetto del Tronto e la galleria di Passo Varano della Ferrovia Adriatica.
Negli stessi anni investe parte dei propri guadagni in una grande tenuta di Montemarciano, dove inizia un'attività imprenditoriale agricola. La sua fama di tecnico e imprenditore si consolida al punto da attirare l'attenzione di Ulrich Geisser, un potente e ricchissimo banchiere svizzero, al momento all'apice della sua carriera finanziaria e grande azionista di istituti come il Credito Mobiliare e la Banca nazionale nel Regno d'Italia. Il Geisser, che ne ha ottenuto l'appalto, gli affida la progettazione e la direzione dei lavori della linea ferroviaria da Sanremo a Ventimiglia, ricavandone una soddisfazione tale da prenderlo come socio nella holding capofila del suo impero, la Geisser & C. di Torino.
A Torino il Marotti risiede per dieci anni, impegnato principalmente nel campo della progettazione. Suo è il progetto del Canale sussidiario Cavour, costruito per fronteggiare i periodi di minore portata del canale principale derivando le acque della Dora Baltea. Su commissione di imprese terze compila in questo periodo decine di progetti, specie per linee ferrate destinate al collegamento di cave, miniere e opifici con stazioni ferroviarie e porti. A partire dal 1873, trasferitosi a Roma su incarico di Geisser, lavora alla costruzione della tratta ferroviaria Potenza-Eboli e si interessa alle operazioni di bonifica delle valli ferraresi. Firma anche i progetti esecutivi per la linea Cecina-Volterra e la sua diramazione da Casino di Terra (Ferrovia di Monterufoli

### Il ritorno a Montemarciano
Nel 1879, ormai ricchissimo e onorato con i titoli di Commendatore e Cavaliere del Lavoro, torna a Montemarciano, dove diventa il punto di riferimento dell'intera comunità quale uomo più ricco della provincia. Nella sua città di adozione amplia i suoi possedimenti terrieri, acquista una sontuosa palazzina in centro (che diventa la residenza ufficiale di famiglia), e fa costruire una grande villa in campagna per i mesi estivi. In questo periodo di riposo il Marotti, pur non abbandonando la progettazione ferroviaria, matura la decisione di orientarsi nel settore sempre più promettente dell'edilizia, per il quale erano in ballo appalti per decine di milioni relativi al risanamento di Roma e Napoli.

### Edilizia e tranvie
A Roma il Marotti scende su incarico di Geisser, che nello stesso periodo ha fondato la Banca di Torino e, attraverso quest'ultima, la Banca Italo-Germanica (futura Banca Tiberina), con l'apporto del Banco di Sconto e Sete, anch'essa controllata dal banchiere svizzero e con una grande riserva di liquidità da reinvestire. Il Parlamento ha stanziato un totale di 200 milioni di lire per le due città (50 per Roma, 150 per Napoli) e il Marotti, pur inesperto nel settore edilizio, vi si lancia a capofitto associandosi con Luigi Frontini, un suo collega romano già attivo nel settore dai tempi del governo pontificio, dando vita alla Marotti & Frontini, una società garantita finanziariamente da Geisser in persona. Sono edificati diversi edifici di piazza e corso Vittorio Emanuele II e il palazzaccio di piazza Cavour, ma il colpo più grosso è la conquista dell'appalto per il quartiere industriale di Testaccio, rilevato dagli eredi di Firmino Picard (primo concessionario). Per quest'ultimo il Marotti torna anche ad occuparsi di rotaie rilevando la concessione dell'omnibus di San Paolo, che viene trasformato in tranvia a cavalli sotto la gestione della Impresa dei Trasporti di San Paolo.
A Napoli Geisser, Frontini e Marotti si associano con il Banco di Napoli ed acquistano circa 650.000 m² di terreni paludosi a est della stazione ferroviaria cittadina, elevandovi poi un quartiere. Grandi estensioni di terreno sono acquistate anche a Roma, da lottizzare come aree fabbricabili o per conto di imprese associate come la Società Romana Tramways Omnibus, per la quale acquista una parte consistente del deposito tranviario di Porta Maggiore. L'esito complessivo delle operazioni romane, fruttuoso per il Marotti, si rivelò però rovinoso per Geisser, specie a causa del fallimento della Banca Tiberina e per l'esposizione in prima persona nella Società Fondiaria Italiana, che si era impegnata con grosse somme per la costruzione della nuova stazione Trastevere e il riassetto dell'antico rione romano.
La successiva crisi del settore (la bolla immobiliare degli anni ottanta e novanta dell'Ottocento), porta ad un rapido abbandono degli interventi romani. Mentre Geisser fronteggia una crisi che si rivelerà fatale per i suoi affari Marotti e Frontini liquidano la propria attività in comune.

### Di nuovo a Montemarciano
Il Marotti torna per la seconda volta a Montemarciano, stavolta per rimanervi in pianta stabile, mettendo a frutto l'esperienza compiuta nel settore edilizio e nei rapporti con il mondo bancario. Nel 1879 si fa eleggere consigliere comunale, dove ricchezza e conoscenze gli consentono di mettere a punto una fitta rete di interessi clientelari allo scopo di condizionare a proprio favore le scelte urbanistiche del comune. Un valido aiuto gli viene dal fratello Cesare che lo assiste nella commissione edilizia, Sindaco dal 1888 al 1902, ma per quanto preso dall'edilizia non disdegna di continuare a operare nel campo della rotaia. Nel 1881 ottiene l'appalto per la costruzione delle linee tranviarie a cavalli di Ancona, che avrebbe continuato a dirigere fino alla sua scomparsa. Opera del Marotti sono, a Montemarciano, il Cimitero comunale, l'acquedotto, e diverse nuove strade. Nel 1885 fa approvare un nuovo regolamento sul decoro urbano, le cui regole restrittive su risanamento e pulizia degli edifici fa buon gioco alla sua impresa per i relativi appalti.
Nel 1893 viene nominato membro della Deputazione Provinciale di Ancona in rappresentanza del mandamento di provenienza. Muore a Roma, dove si trova per alcuni impegni politici, all'età di 74 anni. Lascia un'eredita di oltre 500.000 lire in contanti e altre 200.000 in partecipazioni azionarie di vario tipo, ma i suoi eredi (la moglie, il figlio Ernesto e una nipote), si disinteressano completamente delle sue attività, cedute a terzi a buon prezzo.